# إنغريش

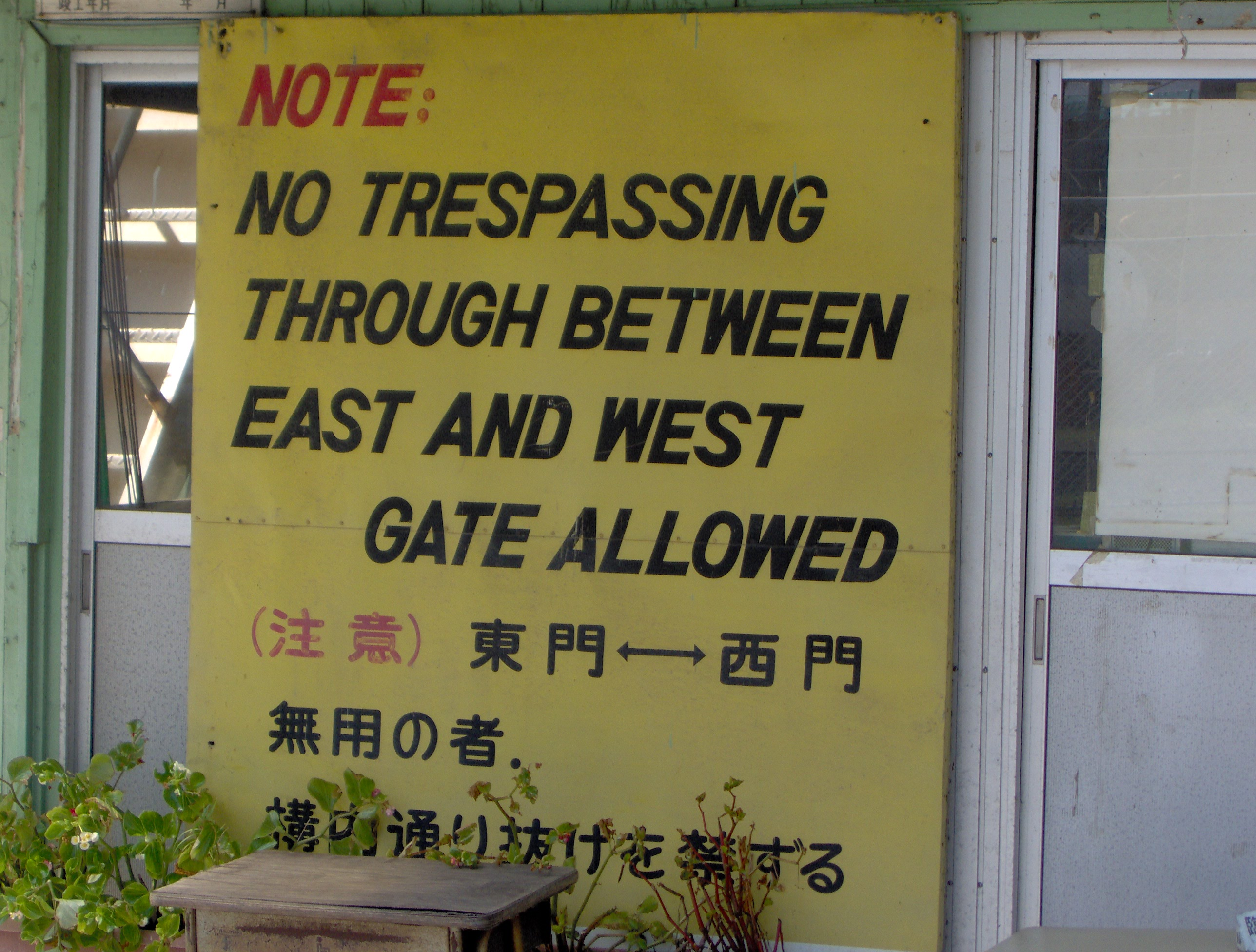
نموذج على إنغريش في ساسيبو في اليابان.

إنغريش Engrish هو مصطلح يشير إلى لغة إنجليزية استخدمت في البداية باليابان لتتوسع في دول شرق آسيا، وهو مصطلح لا يستخدم باليابان بقدر ما هو نوع من العنصرية من قبل الغرب تجاه اليابانيين لخلطهم بين الصوتيات الإنجليزية كصوت اللام (أو L) وصوت الراء (أو R)، فاللغة الإنجليزية في اليابان تسمى إيغو 英語، يطلق إنغريش على كلا من الكلام المنطوق والمكتوب والذي يحوي الأخطاء الإملائية والنحوية، ويمكن مشاهدتها في أماكن متعددة كاللافتات وقوائم الطعام والإعلانات.

## الثقافة الشعبية
تظهر إنغريش بشكل رئيسي في الثقافة الشعبية اليابانية، فالعديد من الأغاني وافتتاحيات برامج التلفزيون تظهر عبارات إنجليزية غير متصلة بين الكلمات اليابانية، شركات التسويق اليابانية ساعدت على انتشار هذه الظاهرة فابتكرت العديد من الإعلانات والمنتجات والملابس التي تحمل عبارات إنجليزية مضحكة أو صعبة الإدراك بالنسبة لمن يتقنون الإنجليزية، وبالنسبة لتلك الشركات، فاستخدام الكلمات الإنجليزية يكون للزينة أكثر من الاهتمام بالمعنى.
ظهرت إنغريش في العديد من المنتجات اليابانية القديمة كألعاب الكمبيوتر بسبب ضعف الترجمة، ولعل المثال الأشهر هو عبارة «أوول يور بيس آر بيلونغ تو أس» التي أصبحت طرفة عبر الإنترنت.

## وصلات خارجية
- مجموعة من صور تحمل عبارات إنغريش على ويرد أيشا نيوز.
- صور لإنغريش من اليابان وغيرها.
- صور لإنغريش حول العالم.